# 相鉄8000系電車
相鉄8000系電車（そうてつ8000けいでんしゃ）は、1990年（平成2年）から製造された相模鉄道（相鉄）の通勤形電車。
本項で個別の編成を示す場合は、相模鉄道での公式表記に基づき、「横浜方先頭車の車号×編成輌数」（例：8701×10）と記す。

## 概要
老朽化した6000系の置き換えを目的に、「21世紀になっても通用する車両」をコンセプトに開発された。
内外装ともに従来の車両とは大きく変化したが、直角カルダン駆動方式、外から見えるディスクブレーキなどの特徴は、従来の相鉄通勤車と同様の特徴を残している。製造は日立製作所が担当した。
1990年（平成2年）12月に営業運転を開始し、以後1999年（平成11年）までに10両編成13本（130両）が登場し、6000系を順次置き換えた。1993年の9000系登場後も、並行して本系列の増備が進められた。

## 車両概説
この節では主に製造当初の状態を示す。

### 車体

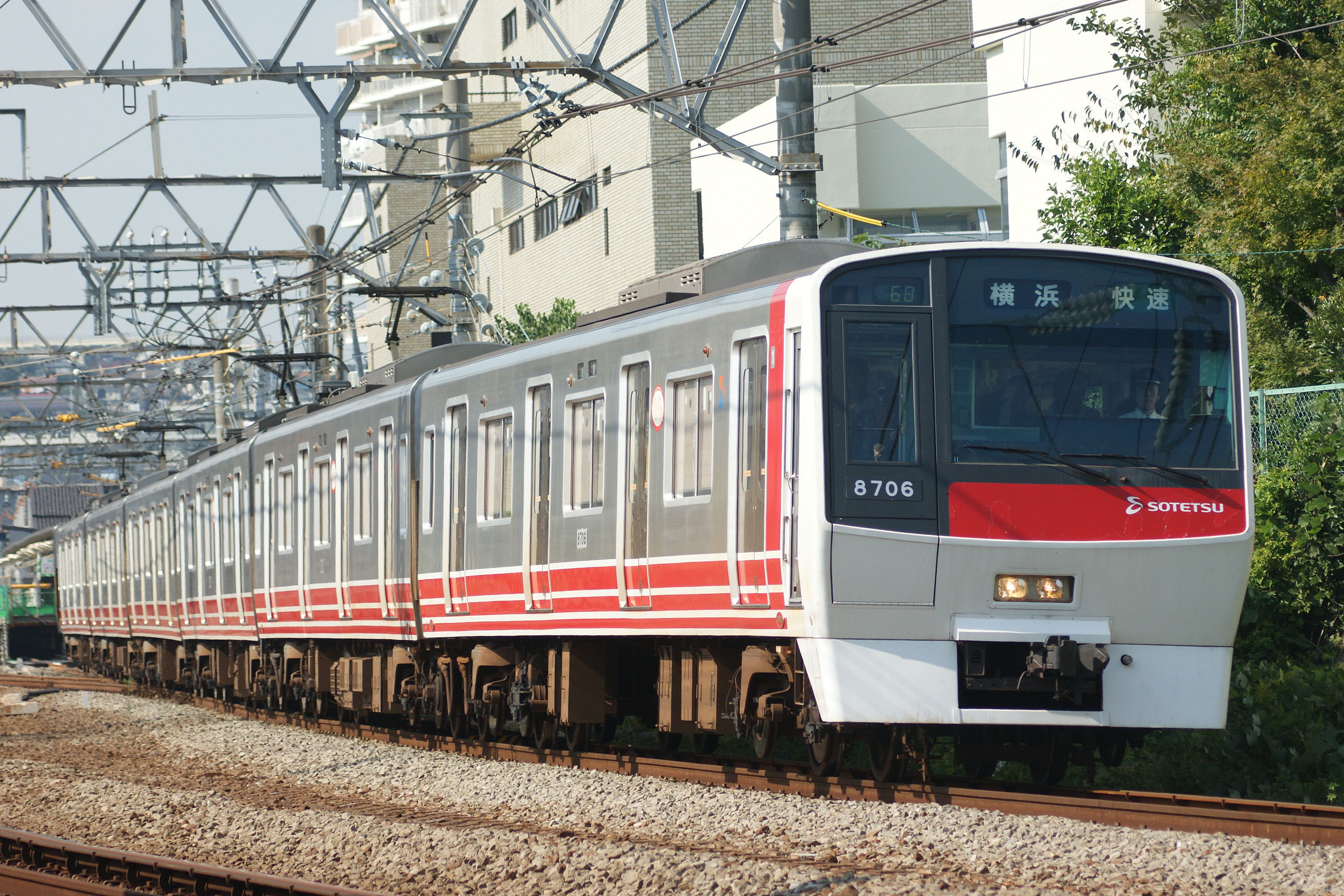
旧塗装の頃の8000系（2008年10月4日）

アルミニウム合金製で、20m級4ドア車で、2,930mm幅の拡幅車体とした。また、全編成が10両貫通編成で導入され、幅広の車体とともに乗客の増加に対応できるように配慮されている。
外観は「ダイナミックでシャープな近代的イメージ」をコンセプトにしている。前面は従来の切妻形のデザインを一新して「く」の字型となり、曲線を多用し左右非対称の立体感のあるデザインを採用し、従来車両のイメージとは一変している。ライト類の配置も一新され、前照灯は車体中央下部に、尾灯は車体上部に設置された。車体と一体感のある白色の排障器の採用などは後の9000系にも影響を与えている。
配色としては、前面はオフ・ブラックでシンプルにまとめ、警戒色の赤を左右非対称に配することでアクセントとした。周囲はスカートを含め白とすることで一体感を演出している。側面は地の色を活かしたクリア塗装が施されており、赤・白の帯を車体下部に配色しスピード感を表現し、また先頭部側面で縦帯に変化させることで新しさと力強さを表現している。
車体側面の表示は従来は「急行」や「各停」といった列車種別だけであったのに対し、本系列は相鉄で初めて行き先の駅名を表示した。字幕の車両では種別と行き先が別々に表示されるが、LED表示の編成は一つの表示器でまとめて表示される。
屋根上には登場当初から集中式冷房装置を搭載しており、従来搭載していたベンチレーター（通風器）は本系列以降は搭載されていない。

### 車内設備
蛍光灯の数が多いこと、白色の化粧板を多用していることにより、車内は従来車両よりもかなり明るく、設計段階で「走る応接室」をコンセプトに目指したとも言われている。化粧板は従来は金属むき出しであった客室扉内側や連結面の貫通扉など細かい部分にも使われており、統一感を出したものとなっている。新7000系と同様、床には駆動装置点検蓋が設けられている。
座席はロングシートを基本とするが、新7000系で試験的に採用されたセミクロスシートが本格的に採用されており、各編成の5号車と8号車に組み込まれている。新7000系のものよりもシートピッチが50mm広げられている。編成内でのセミクロスシート車の位置は新7000系最終増備編成と変わらず、同じ設備を持つ9000系も同じである。7人掛けのロングシートはオレンジ色を基調とし、3+1+3人分に色分けされて着席区分を明確化している。また、従来の車両同様、側窓は下降式1枚で電気指令油圧式自動窓を採用した。自動窓は、乗務員室からの操作で全ての窓を一斉に昇降することが可能である。
客用案内設備として、LEDにより文字を表示するタイプの案内装置が設置され、行先や次の停車駅のほか文字広告の表示も可能。
妻引戸はモハ8100形の海老名方のみに設置されている。

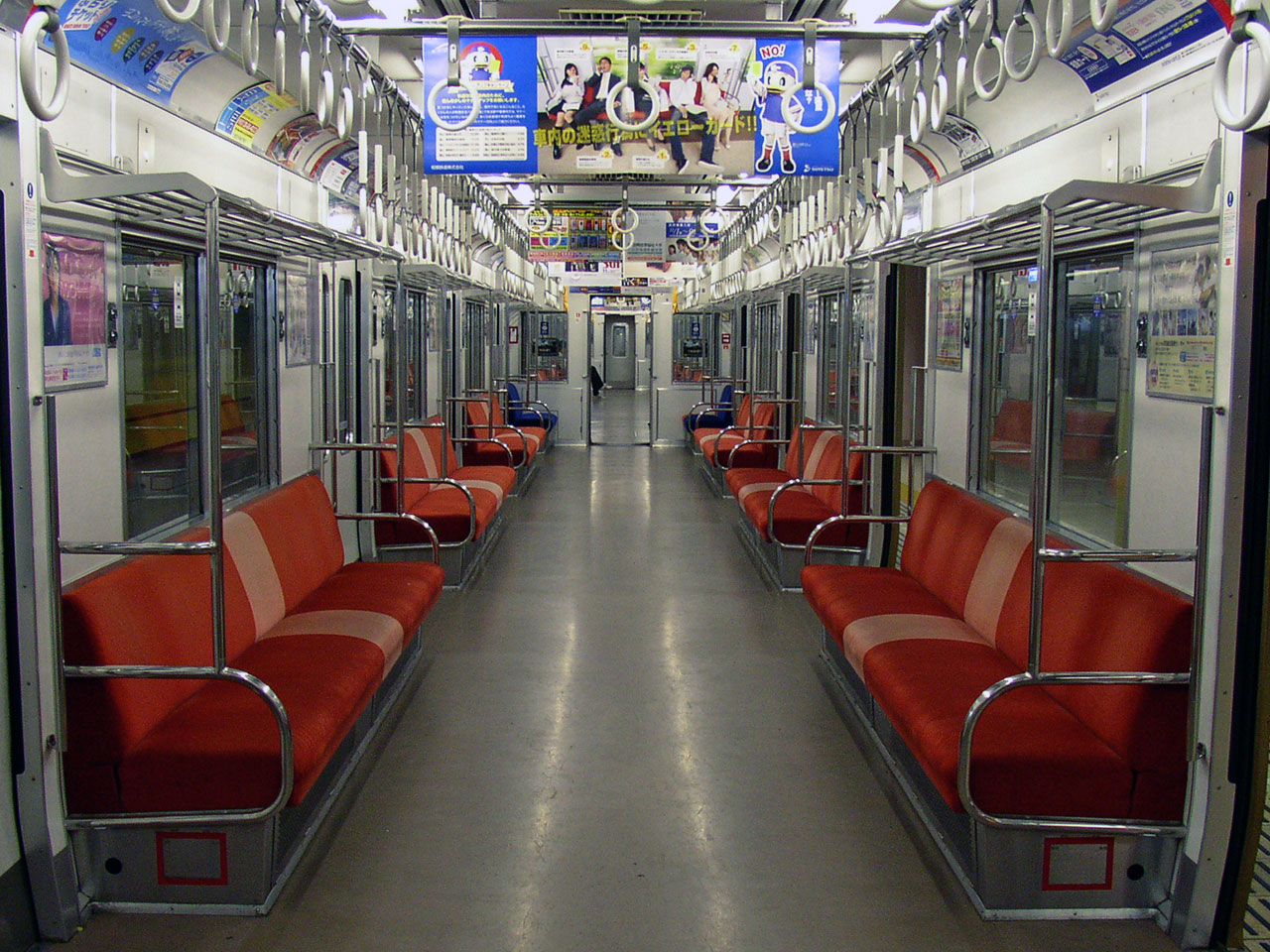
ロングシート車の車内
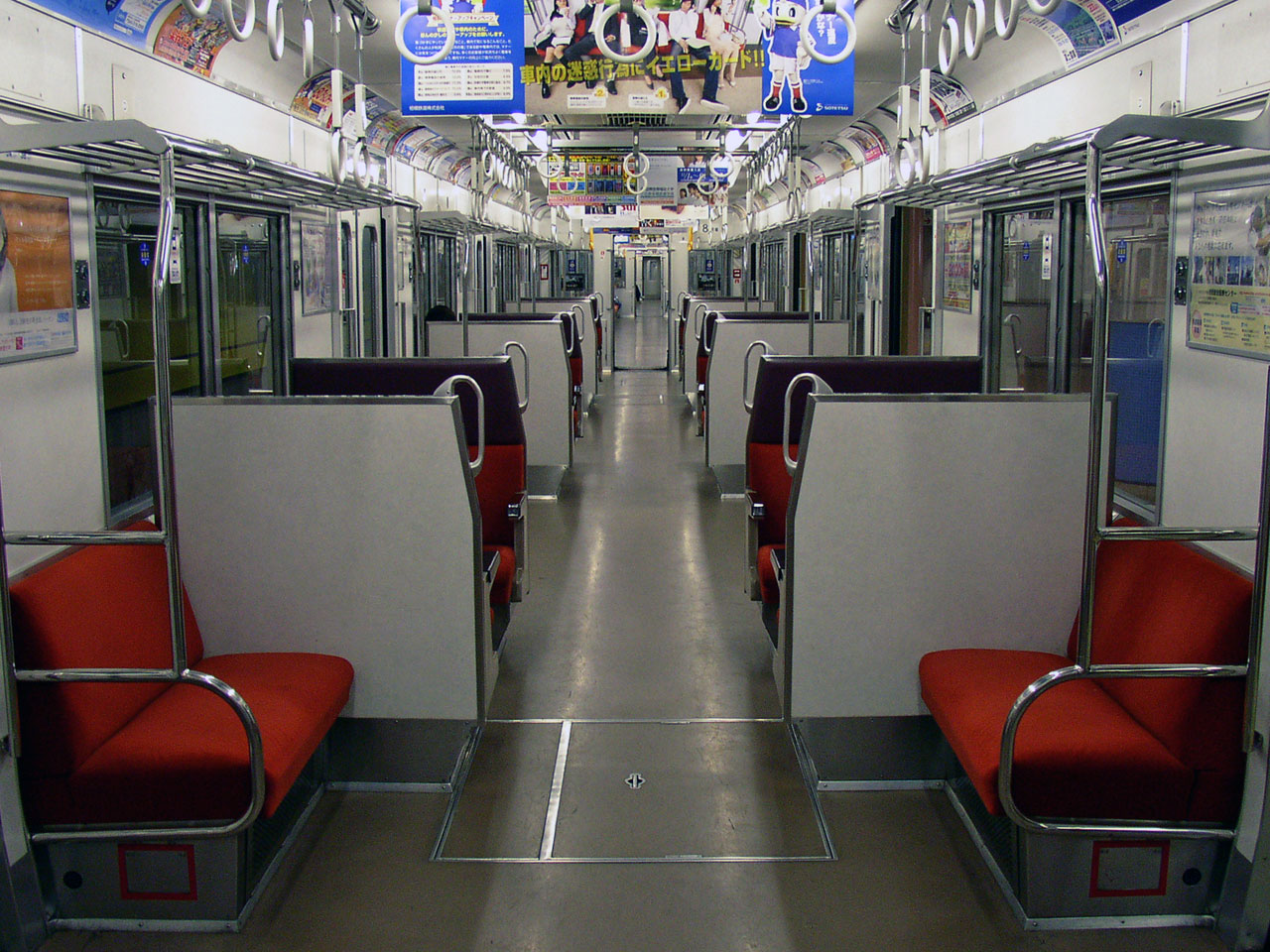
セミクロスシート車の車内
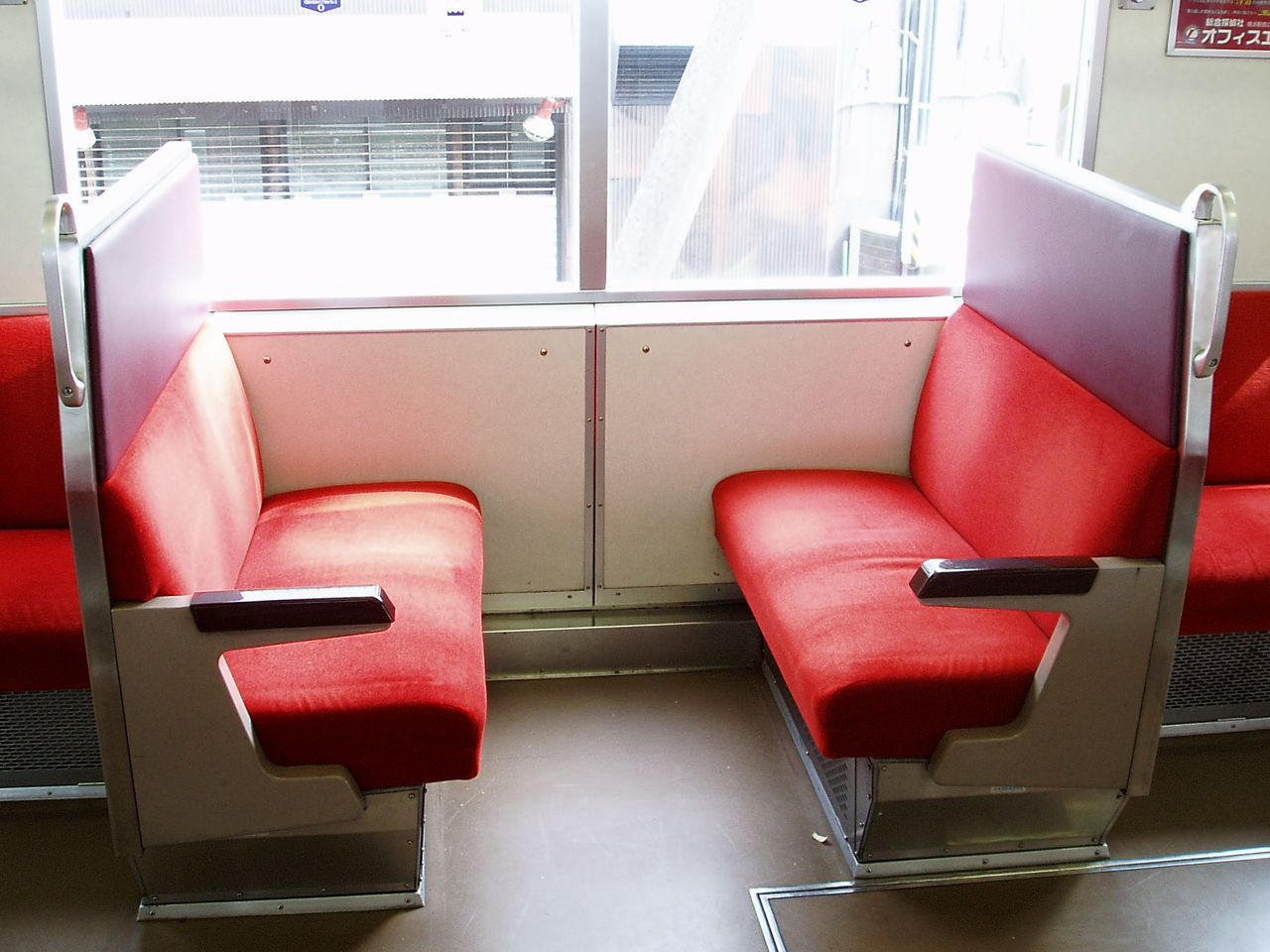
クロスシートの座席
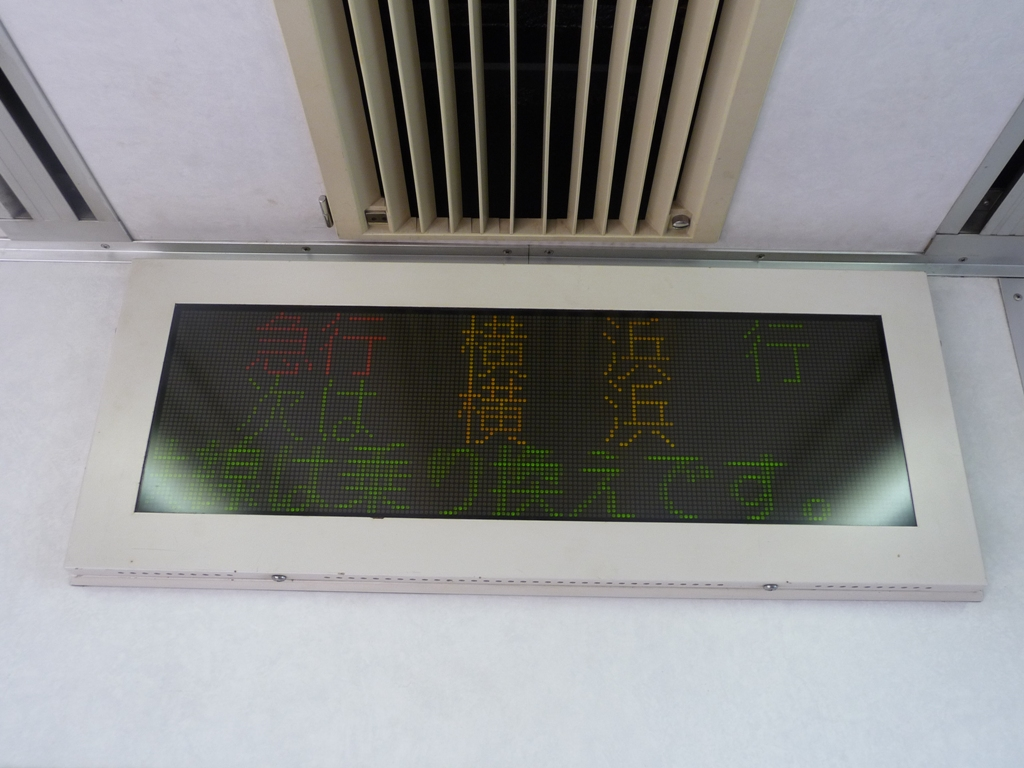
8701×10 - 8709×10の妻部に当初設置されていた車内案内表示装置
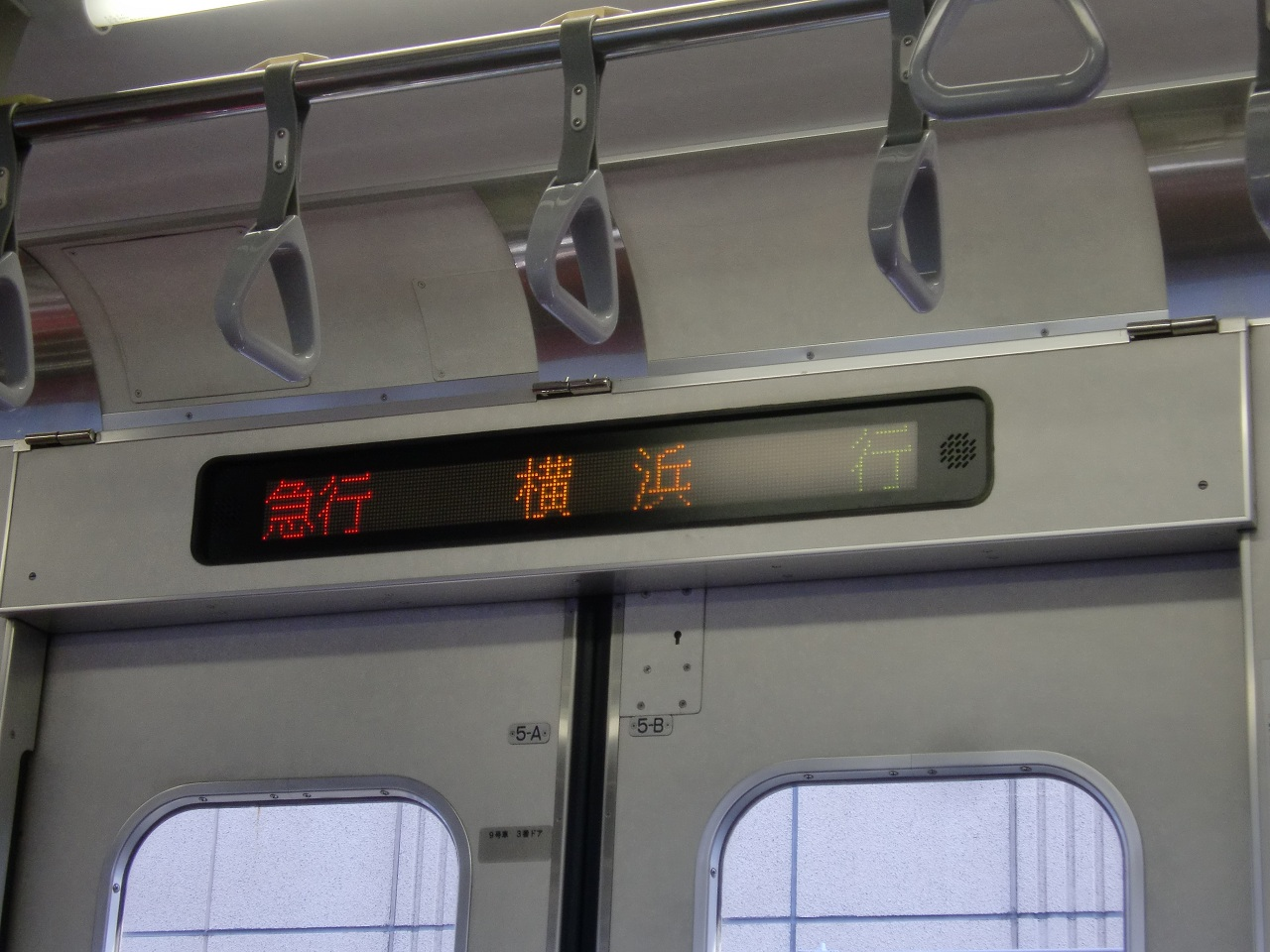
8701×10 - 8713×10の鴨居部に設置されている車内案内表示器

### 走行機器
制御装置は日立製でPWM方式のGTO-VVVFインバータを採用した。これらは新7000系と同様だが、本系列では4500V/3600Aの大容量素子を使用することで1C8M制御となっている。回生ブレーキを備える。形式はVF-HR128。後述の機器更新により、5次車以降は日立製VFI-HR2820T（1C4M2群）へ改装された。
補助電源装置は、4次車までは140kVAのサイリスタ式ブラシレス電動発電機（BLMG/HG-634）をモハ8200形に搭載し編成で3台となっていたが、6次車からは170kVAの静止形インバータ（SIV/HN-2520A）をサハ8600形に搭載し編成で2台となっている。5次車に関しては、当初はBLMGとSIVの双方を搭載、後に6次車以降の仕様に揃えられた。詳細は後述。
集電装置は菱形パンタグラフのPT1600-Bで、モハ8100形とモハ8200形の海老名方に搭載する。
台車はロールゴム式空気ばね台車で、新7000系VVVF車の実績を踏襲している。電動台車がKH132B、付随台車がKH135Aとなる。基礎ブレーキ装置はディスクブレーキで、踏面清掃・増粘着装置を全軸に取り付けた。駆動方式は、従来車と同じ直角カルダン駆動方式である。
ブレーキ方式は相鉄の車両で初めて電気指令式ブレーキを採用した。非常時に在来の電磁直通ブレーキ採用車両と連結可能になるようにブレーキ読み替え装置を各先頭車に搭載する。

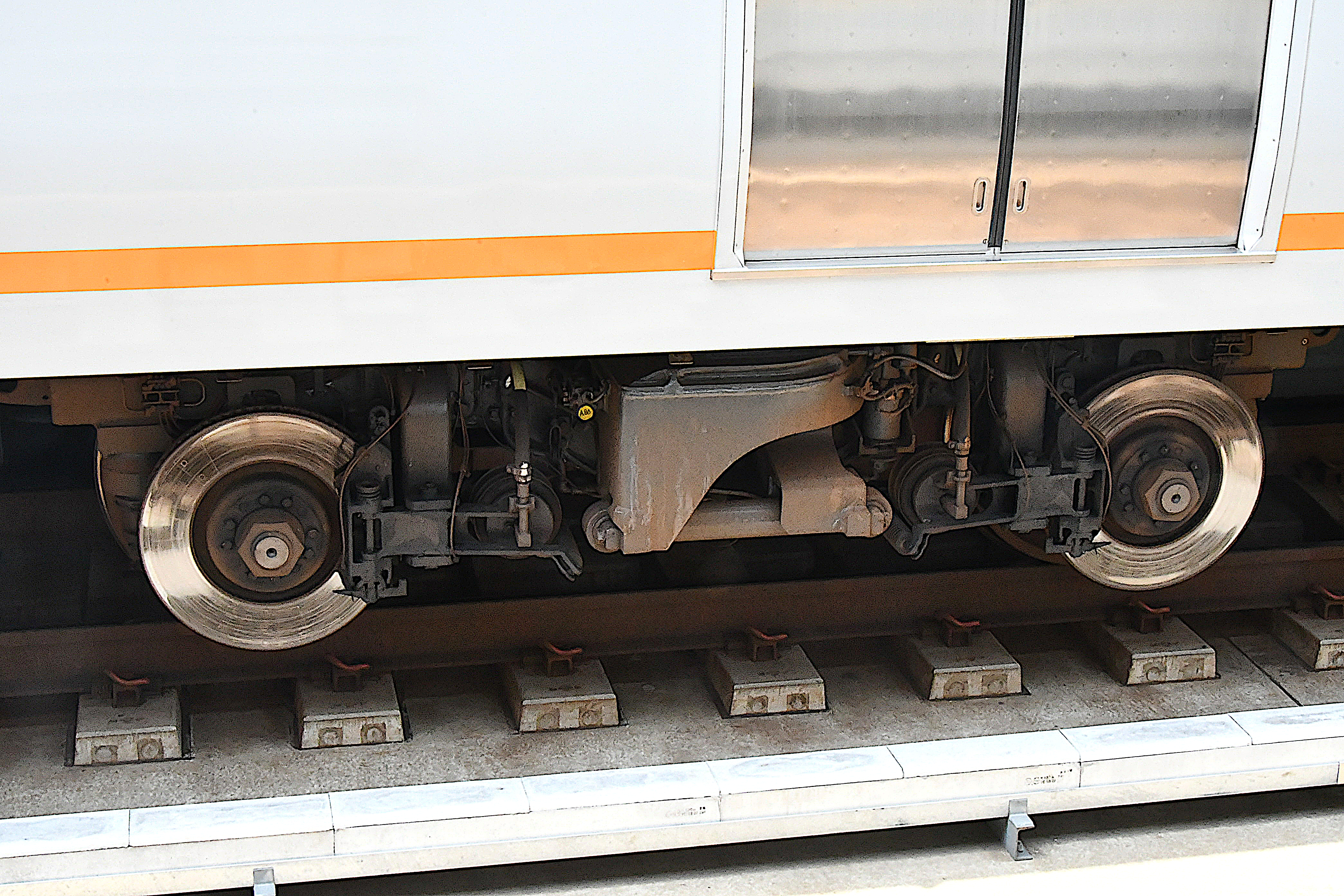
相鉄8000系の電動台車（2020年4月 星川駅）
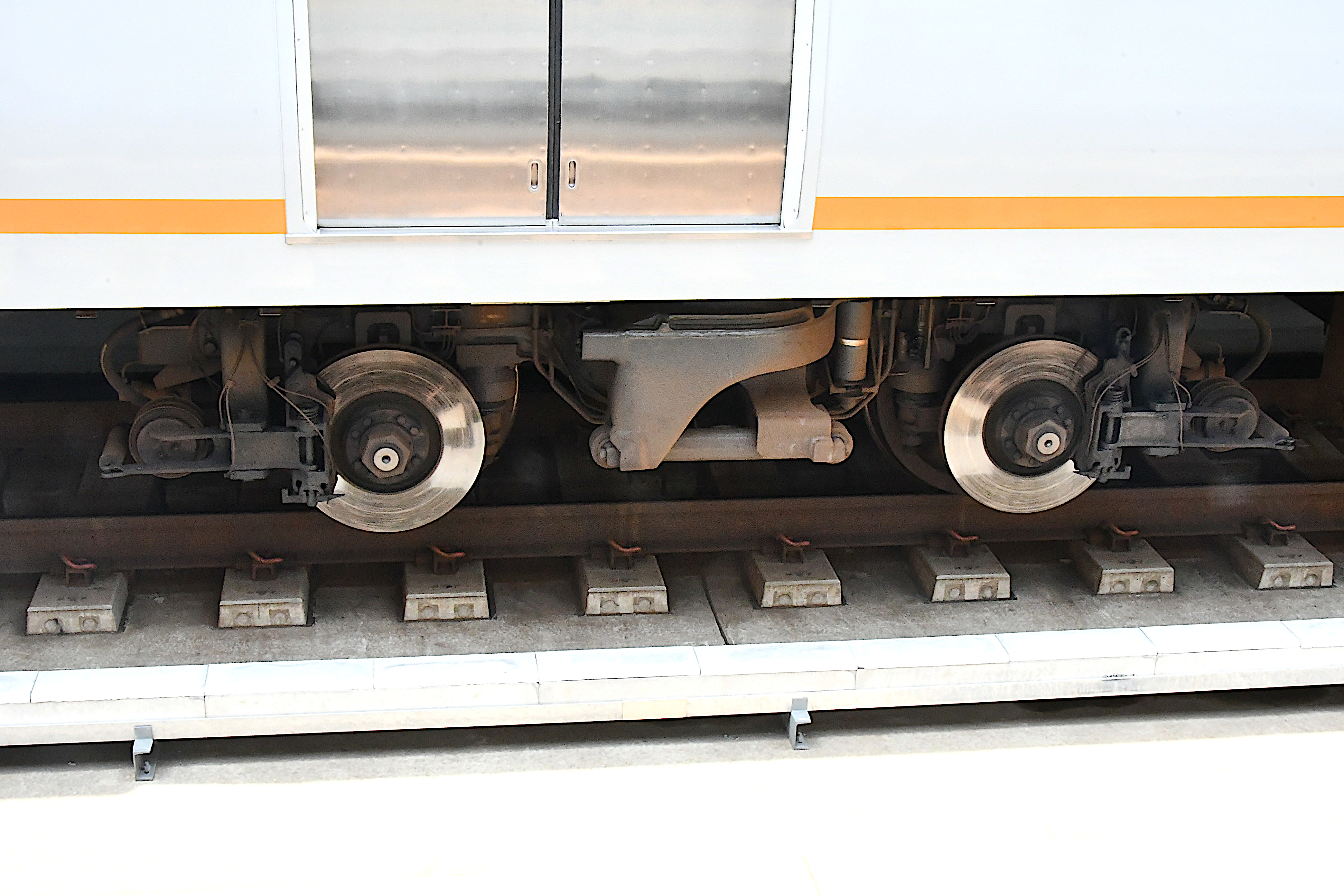
相鉄8000系の付随台車（2020年4月 星川駅）

### 運転機器

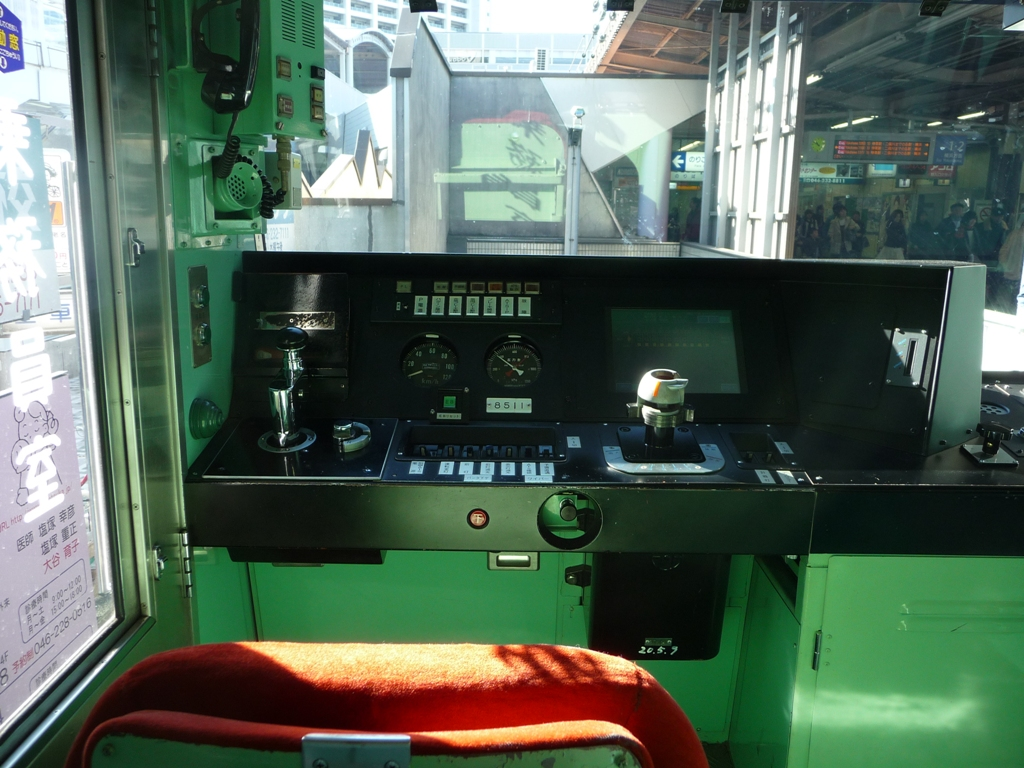
更新車の運転台（クハ8511）

運転台はマスター・コントローラーとブレーキ設定器を有するツーハンドルと呼ばれるものである。相鉄の車両として初めて車両情報処理装置（日立製作所製のATI）が設置された。保安装置は相鉄形ATS、列車選別装置、デッドマン装置、列車無線として誘導無線が搭載されている。

## 製造時期による違い

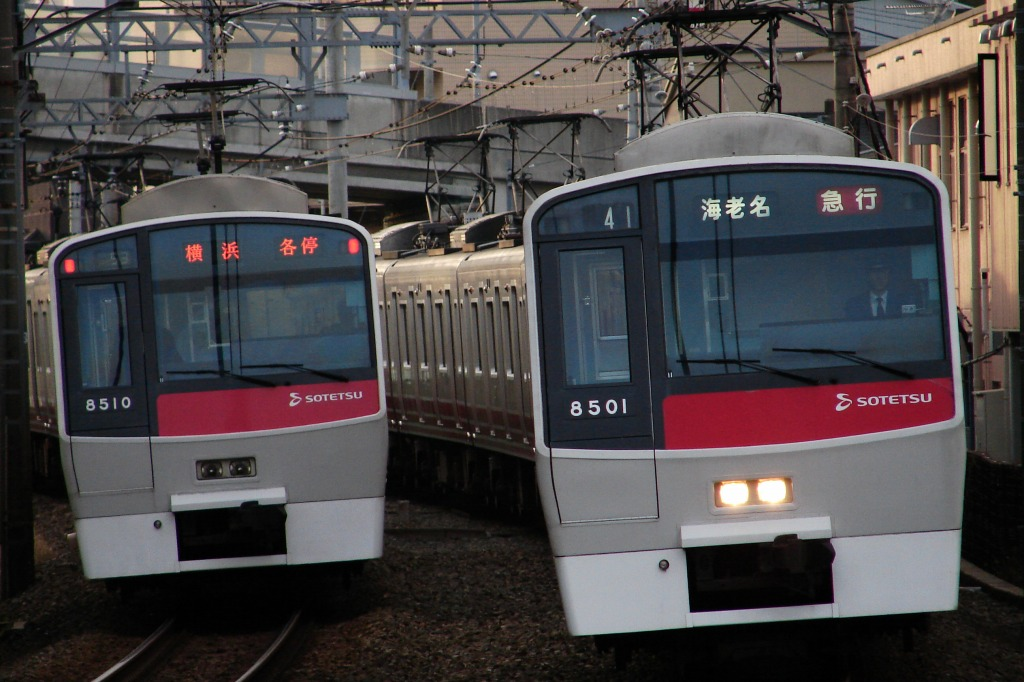
パンタグラフや表示器などに違いが認められる。（2007年3月15日 上星川駅）

1次車（8701×10/1990年入籍）・2次車（8702×10・8703×10/1991年入籍）
- 行先表示器・運行番号表示器が幕式
- 車両妻部にLED式3行表示の案内表示器を設置
- 運転台仕切り扉の窓が小型

3次車（8704×10 - 8706×10/1992年入籍）
- 運行番号表示器が7セグメントマグサイン式となった[3]。
- 運転台仕切り扉の窓寸法が拡大された。
- 車内の鏡、案内表示器の配置が変更された[3]。

4次車（8707×10/1993年入籍）
- 同時期製造の9000系にあわせ、車椅子スペースが両先頭車の妻部山側に設置された[3]。
- 車椅子スペースに関連し、非常通報装置を双方向通話型に変更[3]。
- 誘導無線装置本体とアンテナが、横浜方先頭車にも設置された。

5次車（8708×10/1994年入籍）
- 試験的に、両先頭車の行先表示器をLED式とした[3]。書体は小田急電鉄1000形ワイドドア車の登場時に類似する。
  - 後年、幕式へ変更された。
- 試験的に、8615号車へ補助電源装置としてSIV（HN-2520A）を搭載した[3]。
  - その後1998年に、編成全体でSIV化された[3]。機器配置も6次車以降に準じるものとなっている。

6次車（8709×10/1995年入籍）
- LED式行先表示器が本格採用された[3]。表示窓が行先側へ統合されている。行示器の書体は明朝体に改められた。
- 補助電源装置がSIV（HN-2520A）となり、T車への搭載へ変更された[3]。

7次車（8710×10/1996年入籍）
- 車内案内表示器の設置位置を妻面から側面鴨居部の千鳥配置に変更[3]。
- 全てのドアにドアチャイムを設置した[7]。

8次車（8711×10/1997年入籍）
- 蛍光灯と吊り手棒の位置を変更[3]。
- 案内装置の設置してない鴨居部のカバー形状を変更。

9次車（8712×10/1998年入籍）・10次車（8713×10/1999年入籍）
- 車内の車両番号表記の書体が変更された。
- 集電装置をシングルアームパンタグラフ（PT-7103A）とした[3]。
- 優先席のモケットを灰色からネイビーブルーへ変更した[3]。

当初は8712×10で製造を終える予定であったが、3000系が相模大塚駅構内脱線事故により廃車となり、代替車として8713×10が製造された。

## 改造工事など

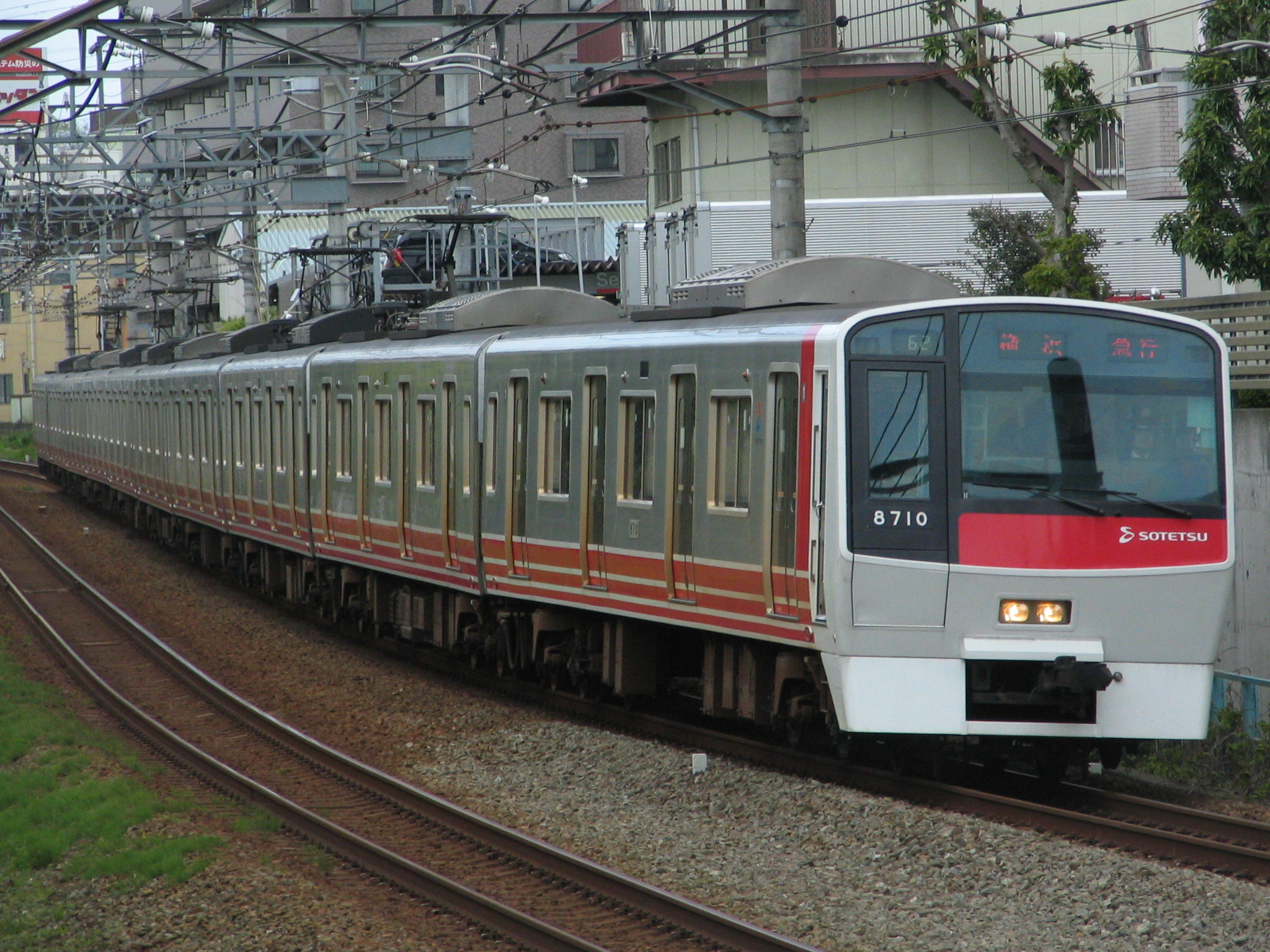
旧塗装時代の8710×10（2007年4月22日、希望ヶ丘 - 二俣川間）

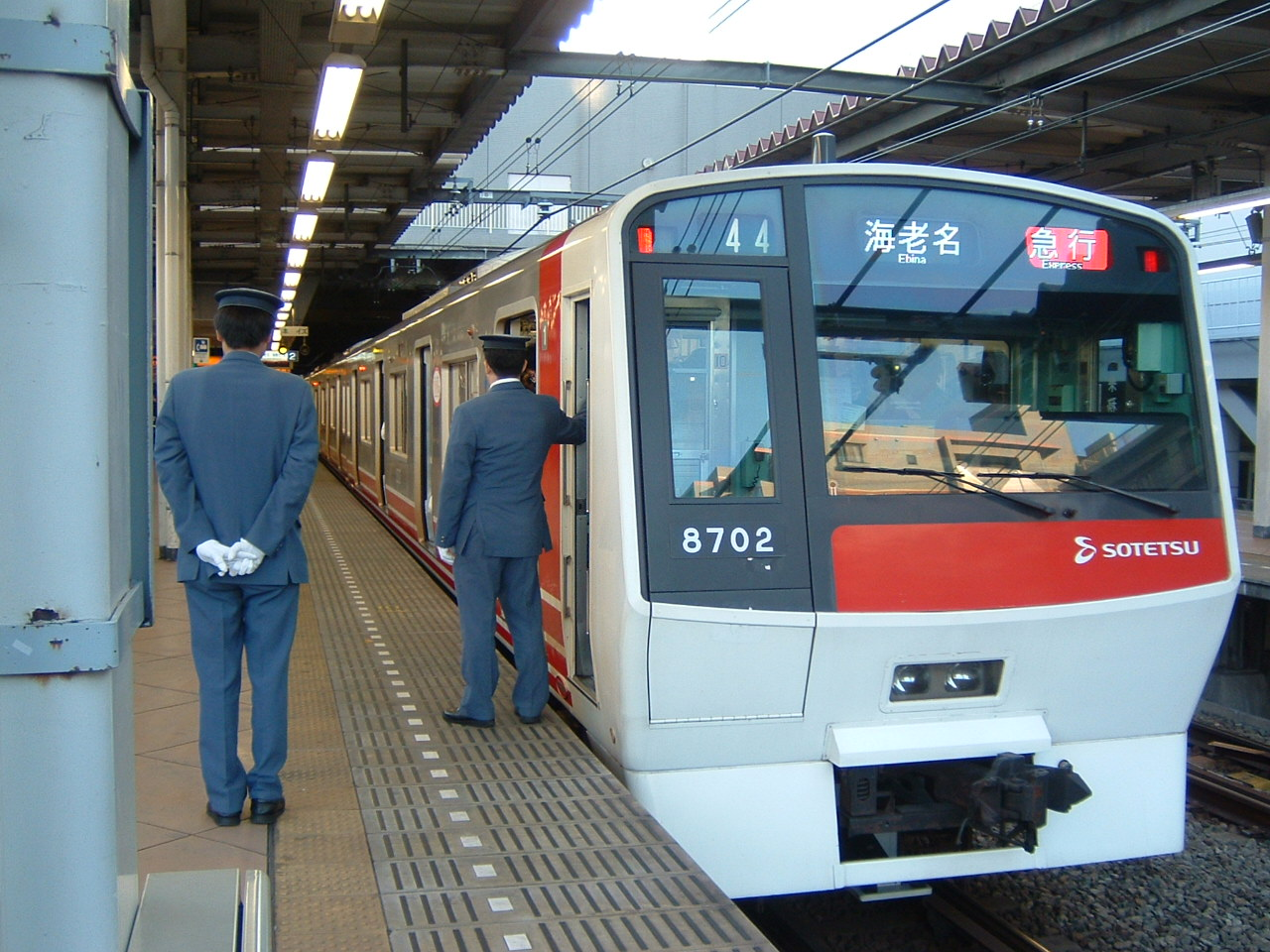
フルカラーLED式種別・行先表示器に交換された旧塗装8702×10（2008年2月28日、二俣川駅）

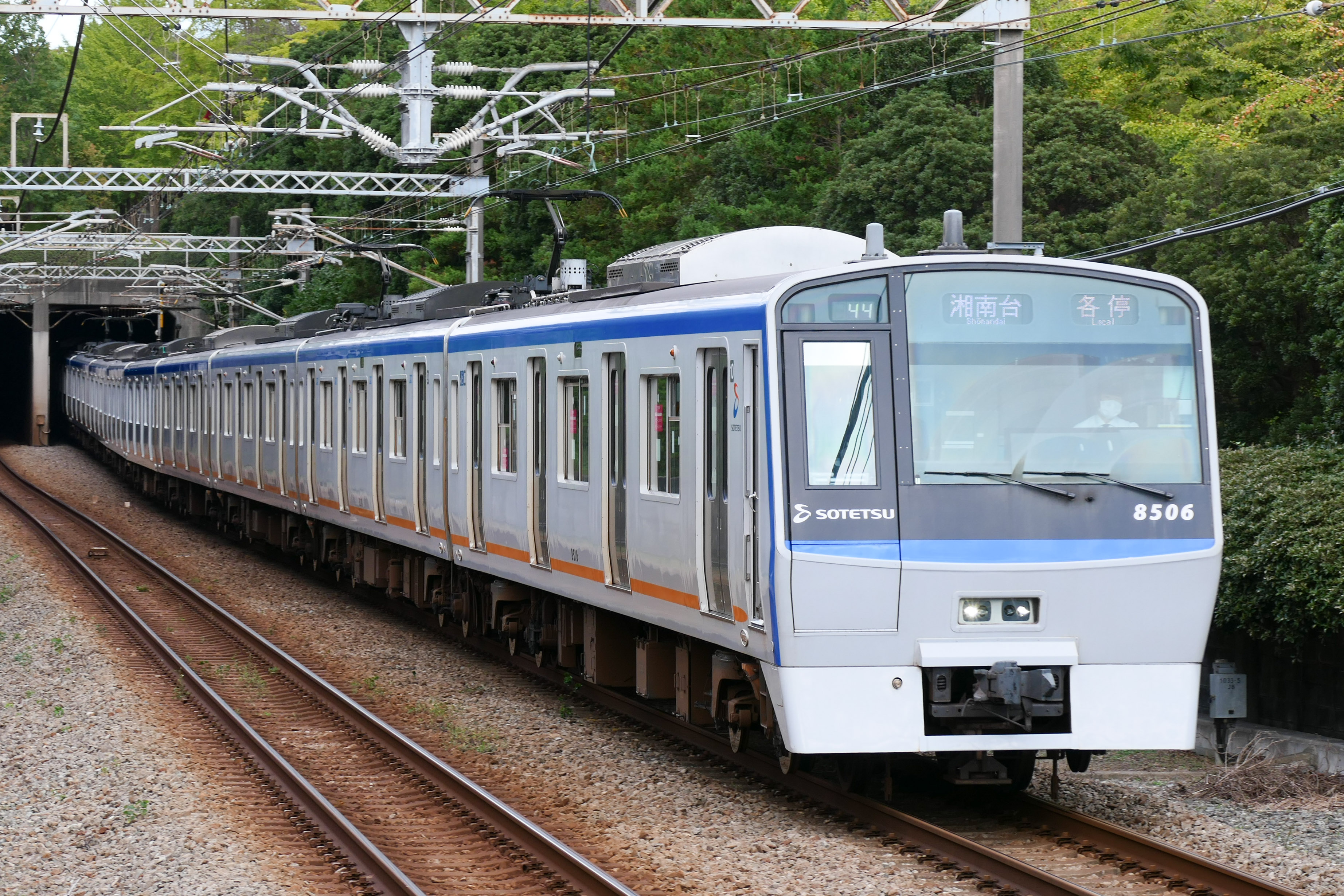
グループカラー新塗装編成（2020年10月20日、緑園都市駅付近）

同時期に製造され、同等の設備を持つ9000系と共通する点も多い。多数の改造が実施されており、他の改造と同時に施工したものもある。

### 塗装変更（新塗装化）
2007年から2014年にかけて、相鉄グループの新CI導入にあわせてグループカラーへの変更が実施された。
白色をベースに、相鉄ブルーと相鉄オレンジのラインを配したデザインで、塗り分けは10000系を基本としている。これにより本系列の特徴であった左右非対称のデザインは目立たないものとなった。本系列では側引戸がステンレス無地となっている。車両番号表記は9000系9701×10以降と同様にステッカー式となった。編成ごとの施工日は以下の通り。
- 8703×10：2007年10月15日
- 8710×10：2008年6月18日
- 8701×10：2008年8月25日
- 8711×10：2008年11月11日
- 8708×10：2009年2月6日
- 8704×10：2012年1月20日
- 8705×10：2012年3月26日
- 8702×10：2012年10月24日
- 8706×10：2013年1月10日
- 8709×10：2013年3月19日
- 8713×10：2013年6月6日
- 8712×10：2014年12月19日

塗装変更終了後の2023年には8713×10の前面に旧塗装をイメージしたラッピングがされた（後述）。

### バリアフリー化対応
8709×10までの編成を対象に、2008年から2012年にかけて実施された。編成ごとの施工日は以下の通り。
- 8702×10：2008年2月7日[注 6]
- 8701×10：2008年3月19日[注 6]
- 8703×10：2009年1月15日 - この編成より座席バケット化
- 8704×10：2009年3月12日 - この編成より袖仕切り大型化
- 8705×10：2009年11月16日[注 7]
- 8706×10：2009年12月14日[注 7]
- 8708×10：2011年3月18日[注 7]
- 8709×10：2011年8月1日[注 8]・11月14日[注 9]・2012年3月19日[注 10]

主な内容は以下の通り。
- 車外表示器フルカラーLED化[9]（幕式の8708×10までが対象）
- JR型保安装置の設置[9]
- ドアチャイム設置[9]

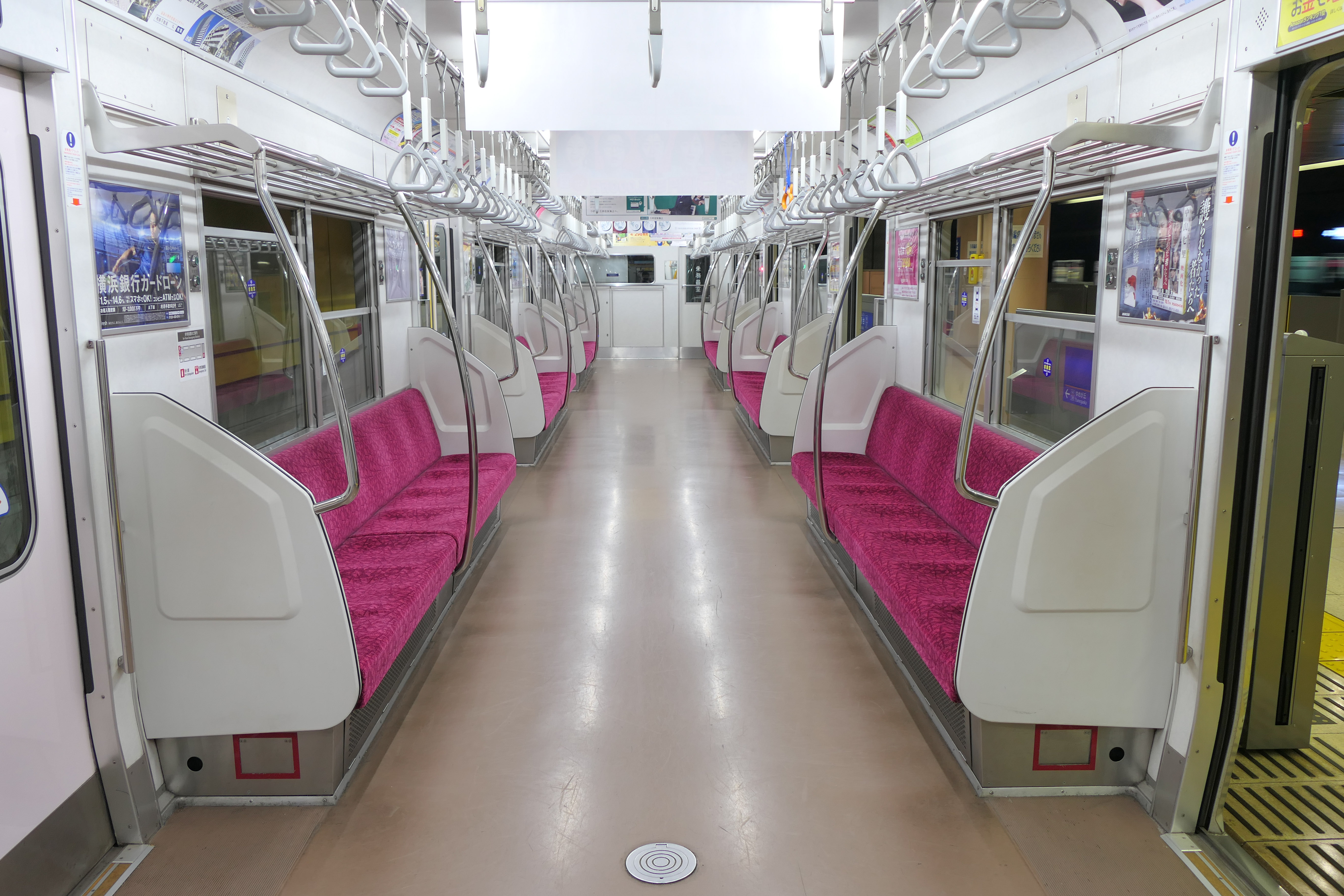
更新車の車内全景 (ロングシート車)
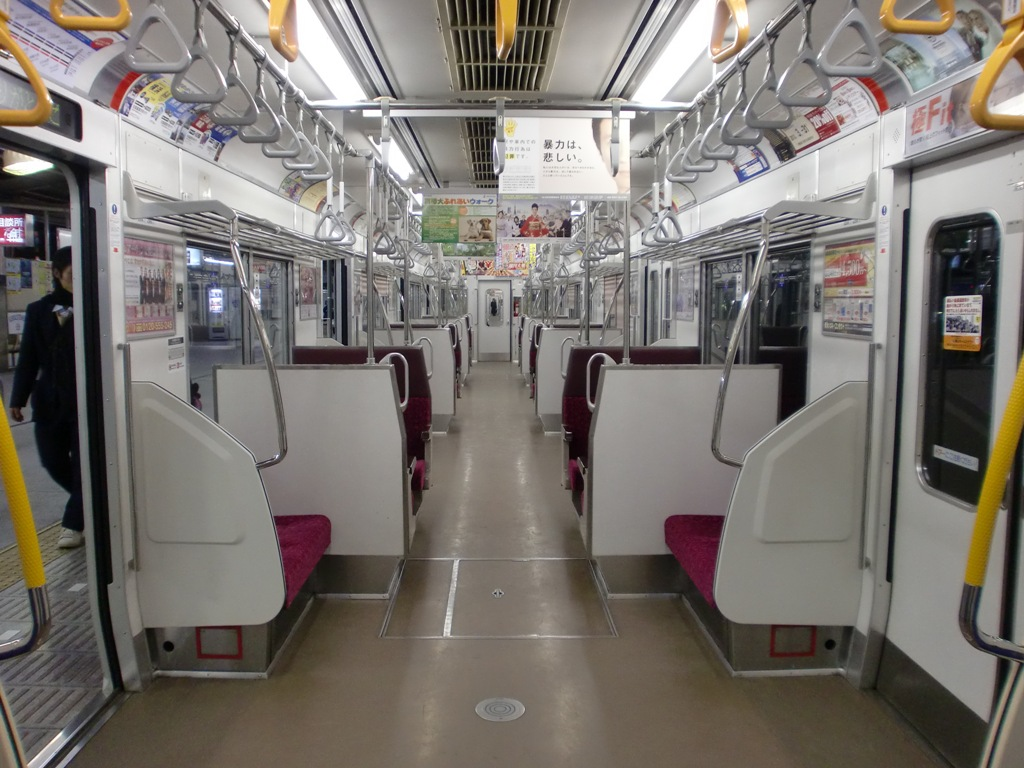
更新車の車内全景 (セミクロスシート車)
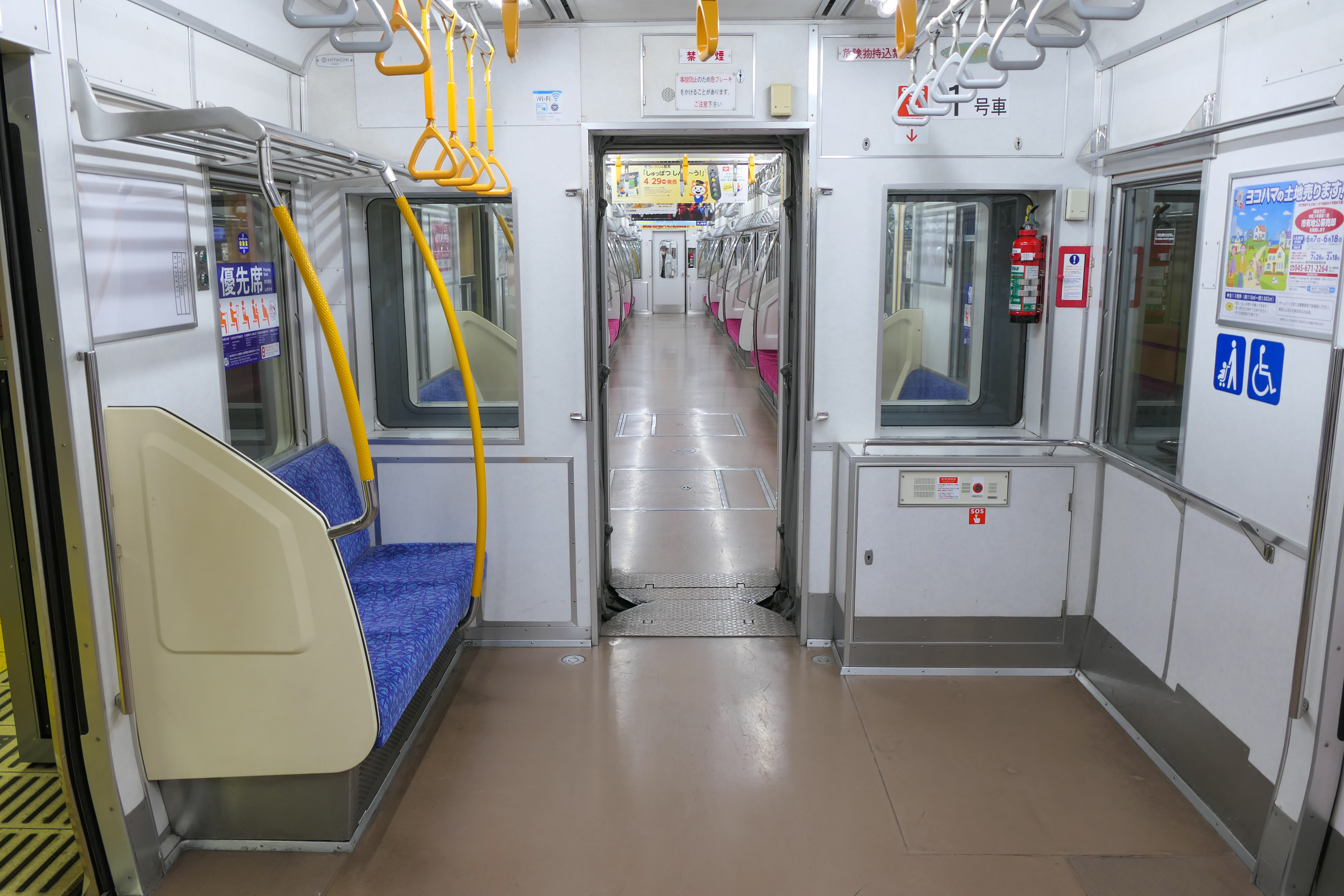
両先頭車への車椅子スペース設置[9]（未設置の8706×10までが対象）
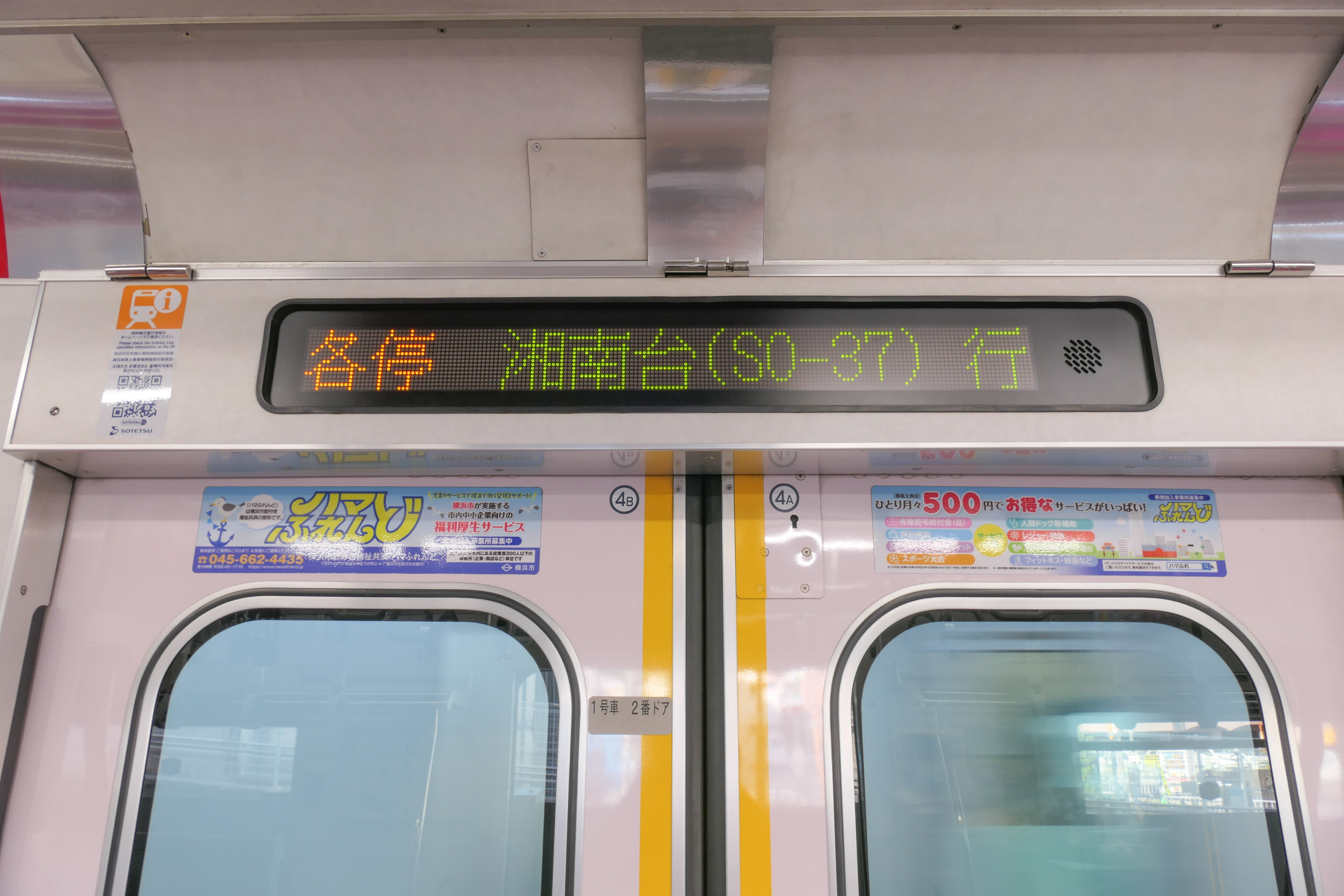
車内案内表示器を鴨居部取付タイプへ変更[注 11]
- 非常通報装置を対話式へ変更[9]
- ドアエンジン改良[注 12]
- 7人掛け座席への4+3分割スタンションポール設置[10]
- 座席のバケットシート化（8703×10から）[10]
  - モケットは10000系に準じたものとされ、一般部は紫色系、優先席部は青色系でどちらも模様が入る。
- 袖仕切り大型化[10]（8704×10から）
- 優先席部の袖仕切りとスタンションポールの色分け・優先席への2+1分割スタンションポール設置（8705×10から）
  - 袖仕切りはクリーム色、スタンションポールは座席端のものも含めて黄色で凹凸の入ったものとなっている。    - 更新車の車内全景
(ロングシート車)
    - 更新車の車内全景
(セミクロスシート車)
    - 優先席と車椅子スペース
    - 更新時に鴨居部へ設置された車内案内表示器

### JR型保安装置設置
神奈川東部方面線計画の進捗に伴い、2008年にJR型列車無線、ATS-PとEB装置の設置が行われた。また同時に簡易モニタ装置の取付準備も行われている。
- 運転台に設置されている機械では、運転者に各種情報を知らせるモニタ装置を交換した。ディスプレイはフルカラータッチパネルとされている、またモニター装置交換と同期に運転支援のための仕業カード対応型となっている[注 13]。

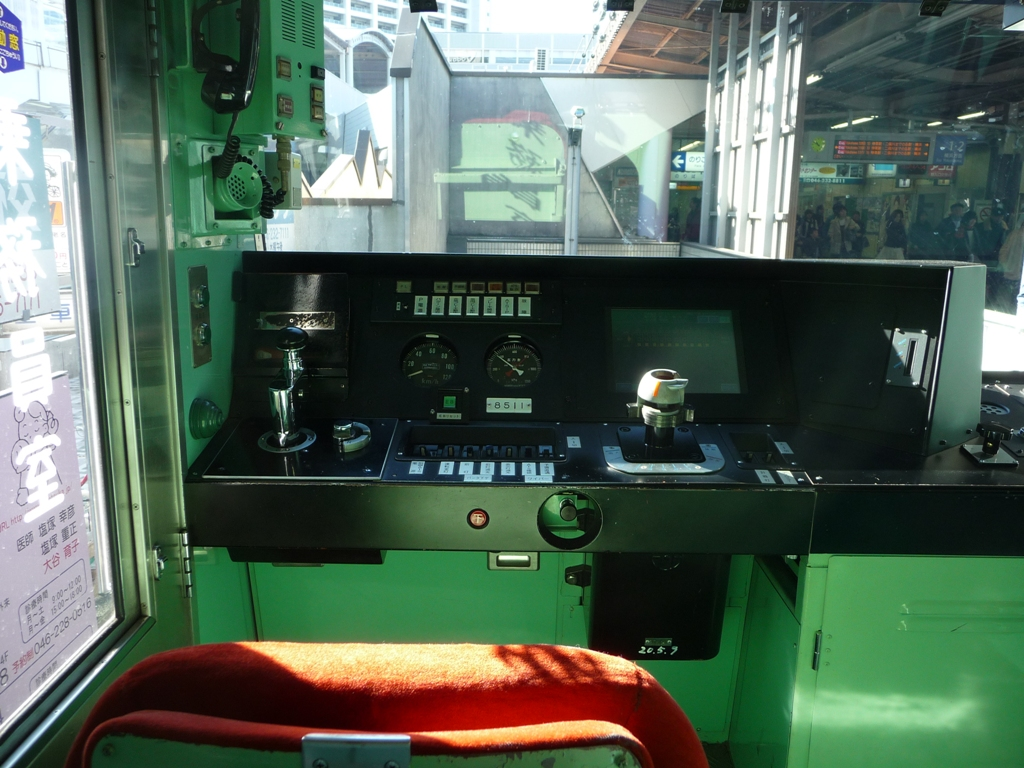
8709×10までの各編成は前述のバリアフリー対応工事と同時に実施している。  - 更新後の運転台 (クハ8511)

### 機器更新
2016年から2019年にかけて、SIV編成を対象に重要機器の更新工事が実施された。
主制御器は日立製のIGBT-VVVF（VFI-HR2820T）へ、SIVを東洋電機製SVH260-4076Aへそれぞれ改装した。編成ごとの施工日は以下の通り。
- 8710×10：2016年2月12日
- 8708×10：2016年4月28日
- 8709×10：2017年3月22日
- 8711×10：2018年2月27日
- 8712×10：2018年6月1日
- 8713×10：2019年4月2日

### その他の改造など

#### 車体・機器類
- 車両間転落防止装置（転落防止幌）の取付
  - 2003年度から2004年度にかけて8707×10を除く全編成に実施された[24][25]。
- パンタグラフの変更（随時実施）
  - 2007年3月ごろから他系列と同様にパンタグラフのホーン部分に黄色系の蛍光色が配されている。
  - 2018年8月の8709×10をもってシングルアーム化が完了した。
- ロゴマーク貼り付け
  - 2006年夏に相鉄グループの新ロゴマーク制定により、同年秋からステッカーが車体前面・側面に貼り付けられている。
- 弱冷房車のシールが新しいものに変更され新たにその号車の扉横にも貼られた。

- 冷房装置の改装
  - FTUR-375からHRB504-5へ変更[18]。
  - 2015年度に8710×10、2016年度に8709×10・8708×10[18]、2018年度に8713×10[22]、2019年度に8711×10・8712×10[23]で実施。

- 側引戸（側扉）交換（2011年 - 2013年）
  - 窓ガラス緑がかったUVカットガラスとした[16]ほか、寸法を拡大、また支持方式を変更し室内側を平滑とした[16][注 15]。さらに室内側の化粧板は薄いピンク色となっている。9000系の9701×10のものと同等の仕様となるが、ドアそのものの縦寸や取手位置が異なる。編成ごとの施工日は以下の通り。8703×10と8705×10以外は新塗装化と同時に実施されている。
    - 8703×10：2011年2月18日[16]
    - 8704×10：2012年1月20日[11]
    - 8705×10：2012年9月20日[12]
    - 8706×10：2013年1月10日[12]
    - 8709×10：2013年3月19日[12]

- 前照灯LED化（2015年 - 2016年）
  - シールドビームの本体部分のみを交換。コイト電工製の二灯式で、黒色のエクステンションを介して取り付けられる。

- 種別・行先表示の内容
  - 2014年4月27日のダイヤ改正より特急が新設され、これに先立ち種別表示の内容が更新されている。幕車ではこれと同時に既存種別にも変化があり、快速が緑→青、各停が黒（いずみ野線行きは青）→灰色にそれぞれ変更された。
  - 2019年11月30日のダイヤ改正より通勤特急と通勤急行が新設、また相鉄新横浜線西谷駅 - 羽沢横浜国大駅の開業があり、これに先立って通勤特急・通勤急行の種別と羽沢横浜国大の行先が追加されている。
- TASC設置
  - 相鉄全線での可動式ホーム柵設置によるTASC導入[26][27]のため、8708×10以降の編成を対象に車上装置の設置が行われている。あわせてドアスイッチ、運転台の改修も実施された。9000系同様、床下の機器箱はATS-P装置と統合されている。

#### 車内設備
- 優先席（旧・シルバーシート）のモケットを灰色から青色へ変更（2002年頃）。

- 女性専用車の設定・変更
  - 2005年5月19日から4号車に導入。各部にステッカーが追加された。
  - 2019年12月2日から海老名方先頭車（本系列では10号車）に変更。あわせてステッカーも変更された。

- 弱冷房車のシールが新しいものに変更。
- ベビーカースペースの設定（2015年2月下旬より）。
- ドアステッカーが既存の物から相鉄のマスコットキャラ「そうにゃん」が描かれた物に変更（2015年2月下旬より）。
- 2015年10月に優先席のルール変更によるシール変更。
- つり革の変更・増設
  - 当初未設置だったクロスシート部への設置
  - 優先席部のみ黄色いものへ交換
  - 丸形から三角形のものへ交換

- 7人掛け座席への4+3分割スタンションポール設置
  - 8703×10 - 8709×10の各編成は前述のバリアフリー対応工事で実施しているが、その他の編成にも設置が行われた。

- クロスシートの表地変更
  - 頭の当たる背もたれ上部を、汚れの目立たないビニール・レザーに張り替えた。
  - 8712×10の8号車（モハ8136）にて、クロスシートの表地をスコットランド製の本革に取り替える試験を実施した[28][29]。1つのボックス（山側中央、座席番号で13A・13B・15A・15B）で、2015年10月下旬から2016年4月12日[注 16]まで行われた。本革のクロスシートは9000系のリニューアルにおいて本格採用されている。

- 車内案内表示の内容変更
  - 駅ナンバリング導入により、2014年4月27日からナンバリング表示が開始された。駅名の後ろに「SO-○○」が付け加えられている。終点到着時の駅名表示（例：横浜/YOKOHAMA）ではナンバリング表示がない。
- 室内灯LED化（2015 - 2016年）
  - 2015年3月[注 17]に8709×10、2016年2月から5月にかけて8704×10[20]・8705×10・8708×10・8710×10 - 8713×10[18]の合計8編成に実施された。
  - 8706×10（・8701×10 - 8703×10・8707×10）が蛍光灯のままとなっている。
- フリーWi-Fi設置（2016年より）。
- 廃車による座席の交換（2021年）
  - バケットタイプの座席を装備する前期車の廃車のため、旧型の座席を装備する後期車との間で座席のトレードが行わた。各編成の施工時期は以下の通り。
    - 2021年1月：8710×10⇔8704×10 (運用終了後)
    - 2021年2月：8711×10⇔8703×10 (運用終了後)
    - 2021年10月：8712×10⇔8705×10 (運用終了後)
    - 2021年11月：8713×10 (当時検査入場中) ⇔8706×10

  - 基本的に前期車の運用終了後、二度に分けてに実施していた[注 18]が、8706×10のみは運用中に一括で実施され、唯一旧型座席に戻された状態で営業運転に就いている。
  - またこのうち、8710×10・8712×10・8713×10の3編成では、座席端部の背ずりと座面の隙間を埋める四角形の部分のみ、従来のモケットが維持されていた。これは袖仕切りが板状化された車両では当該部材が存在しないためである。なお、8712×10・8713×10は2022年3月中旬、8710×10は同時期の検査時（4月出場）に当該箇所も新モケットに変更されている。

## リニューアル

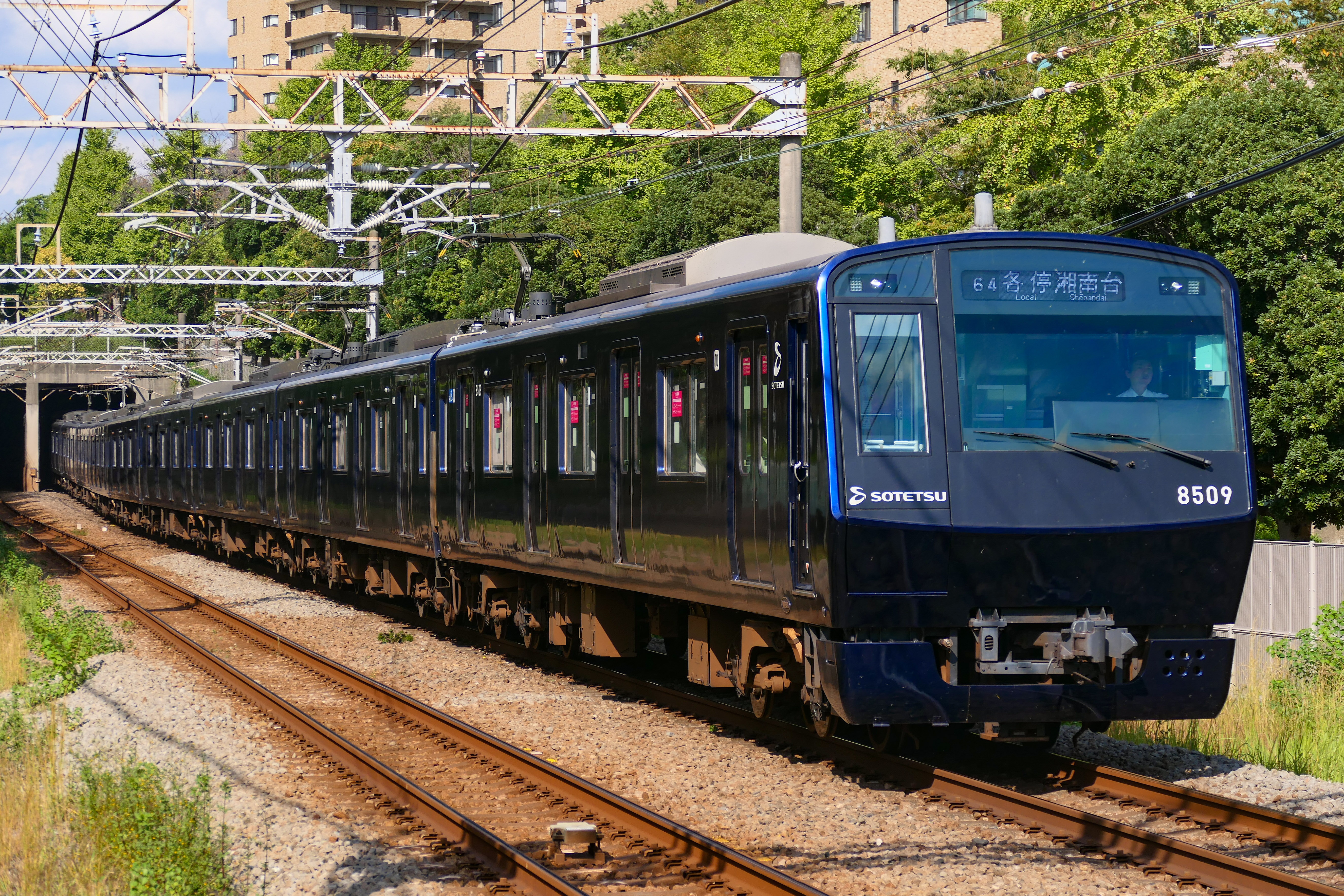
リニューアルが行われた8709×10
（2024年10月13日、緑園都市駅）

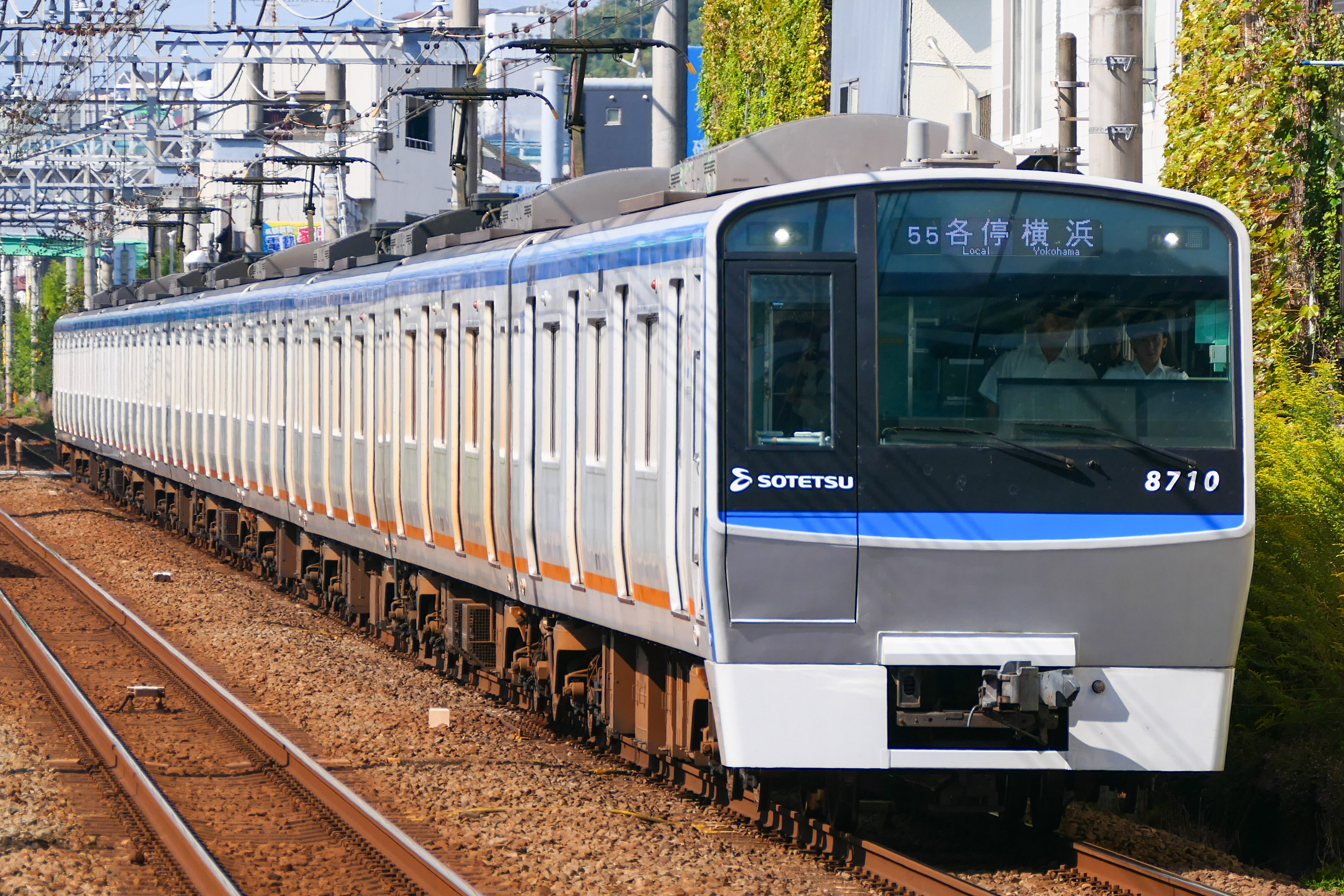
灯具類が移設された自動放送対応車
（2024年10月10日、西谷駅 - 上星川駅間）

2019年度、9000系に続いて「デザインブランドアッププロジェクト」に基づく内外装のリニューアルが実施された。
8709×10の1編成に施工されたが、以降は続かなかった。その後2022年度から2023年度にかけて、残るSIV車全5編成に対し、自動放送対応の名目で施工内容を絞って実施されている。各編成の竣工時期と施工内容は以下の通り。
- 8709×10：2020年3月（リニューアル）[23]

- 8708×10：2022年12月（以下、リニューアルなし）[31]
- 8710×10：2023年2月[31][32]
- 8711×10：2023年6月[32]
- 8712×10：2023年8月[32]
- 8713×10：2023年10月[32]

### 施工内容
車内外のリニューアル（8709×10のみ実施）
9000系（9705×10以降）に準じるものが多いが、車内の変更は簡素化された。
- YOKOHAMA NAVYBLUE（ヨコハマネイビーブルー、略：YNB）をベースに、前面を艶消しの黒とする塗装へ変更。
- 車両番号・号車番号などの表示を20000系などに準じた白地のものへ変更。
- 排障装置（スカート）を変更
  - 独立したデザインのものへ変更した。向かって左側は内部に連結器格納箱が設けられ開閉可能な蓋を装備、向かって右側は内部に警笛が設けられ6つの穴が開いている。
  - 当初は連結器上部のカバーが残されていたが、2020年12月に撤去された。
- 側窓の縦桟を黒色化
- 座席・吊り手の取替、表記類の変更
  - 座席についてはモケットのデザインが変更された他、座り心地が大きく改善されている。モケットは一般部はグレー系、優先席部は赤色系のランダムパターンで、20000系や9000系9704×10以降と同等である。クロスシート部分の上部は革製となっている。
- 冷房装置を改良[23]、車内天井と空調装置の風洞を耐溶融滴下性のものへ更新。

機器類の変更（全編成実施）
- 灯具類の配置変更
  - 前照灯を上部（急行灯のあった位置）へ移設し、現在は使用されない急行灯を廃止、また尾灯の形状が変更された。
- 種別・行先表示器の更新（フルカラーLED化）
  - 前面は大きく変更され、運行番号・種別・行先が一体のものとなった。
  - 側面は既存のフルカラーLED表示器とほぼ同じ仕様である。既にフルカラーLEDを搭載する8708×10を含め、全編成で交換が行われた。
- 自動放送装置の導入

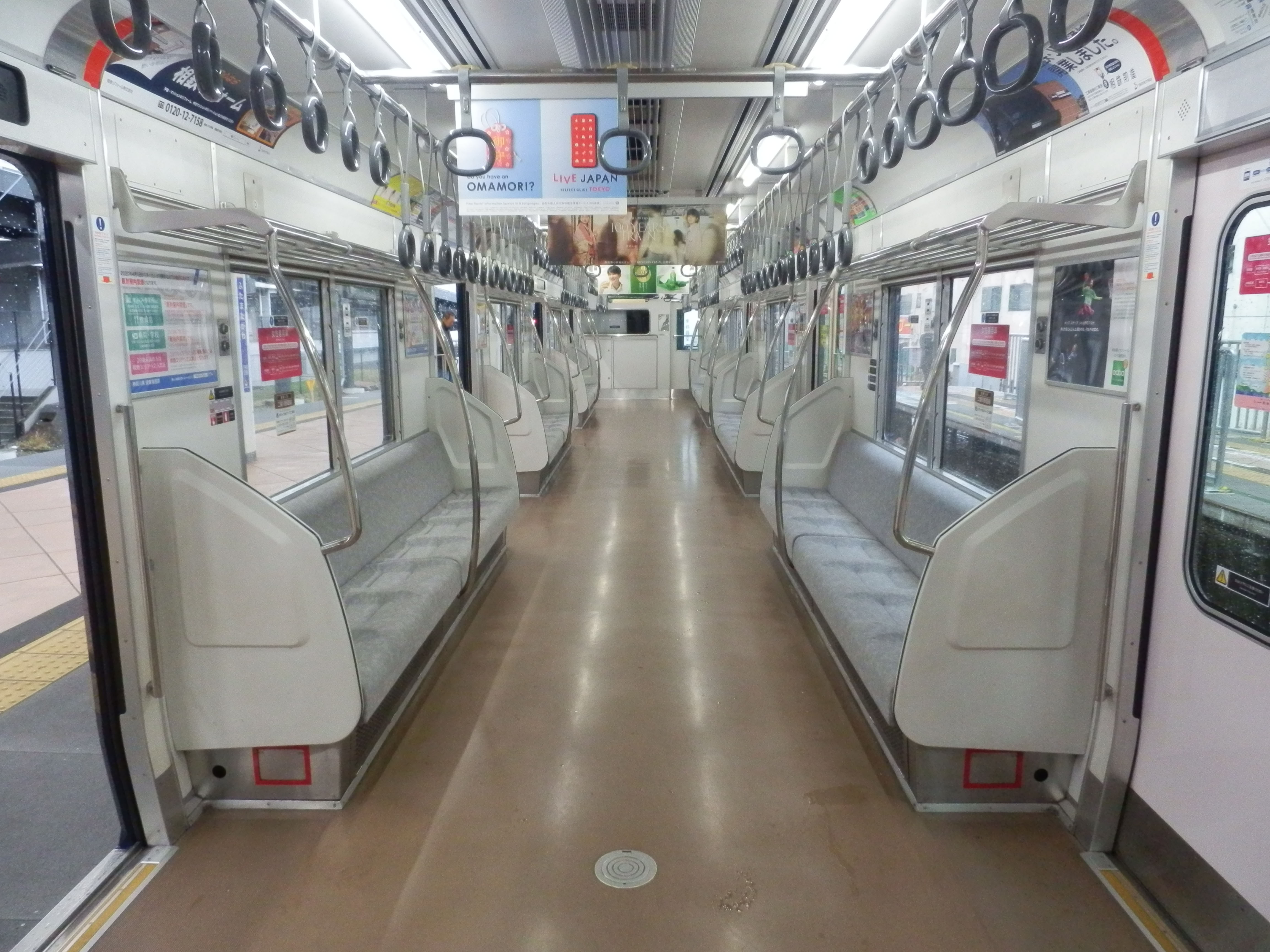
リニューアル車の車内 （ロングシート）
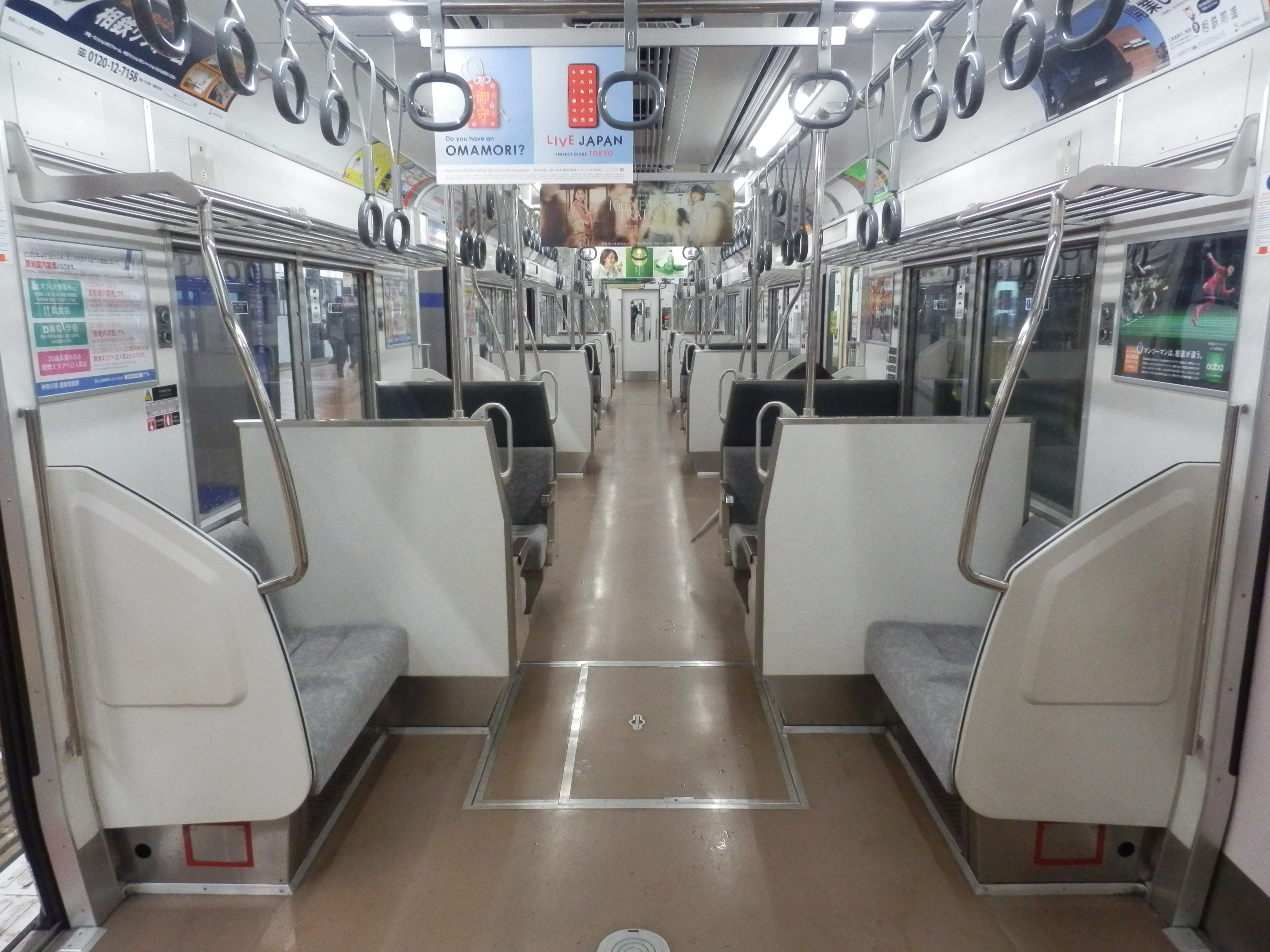
リニューアル車の車内 （セミクロスシート）
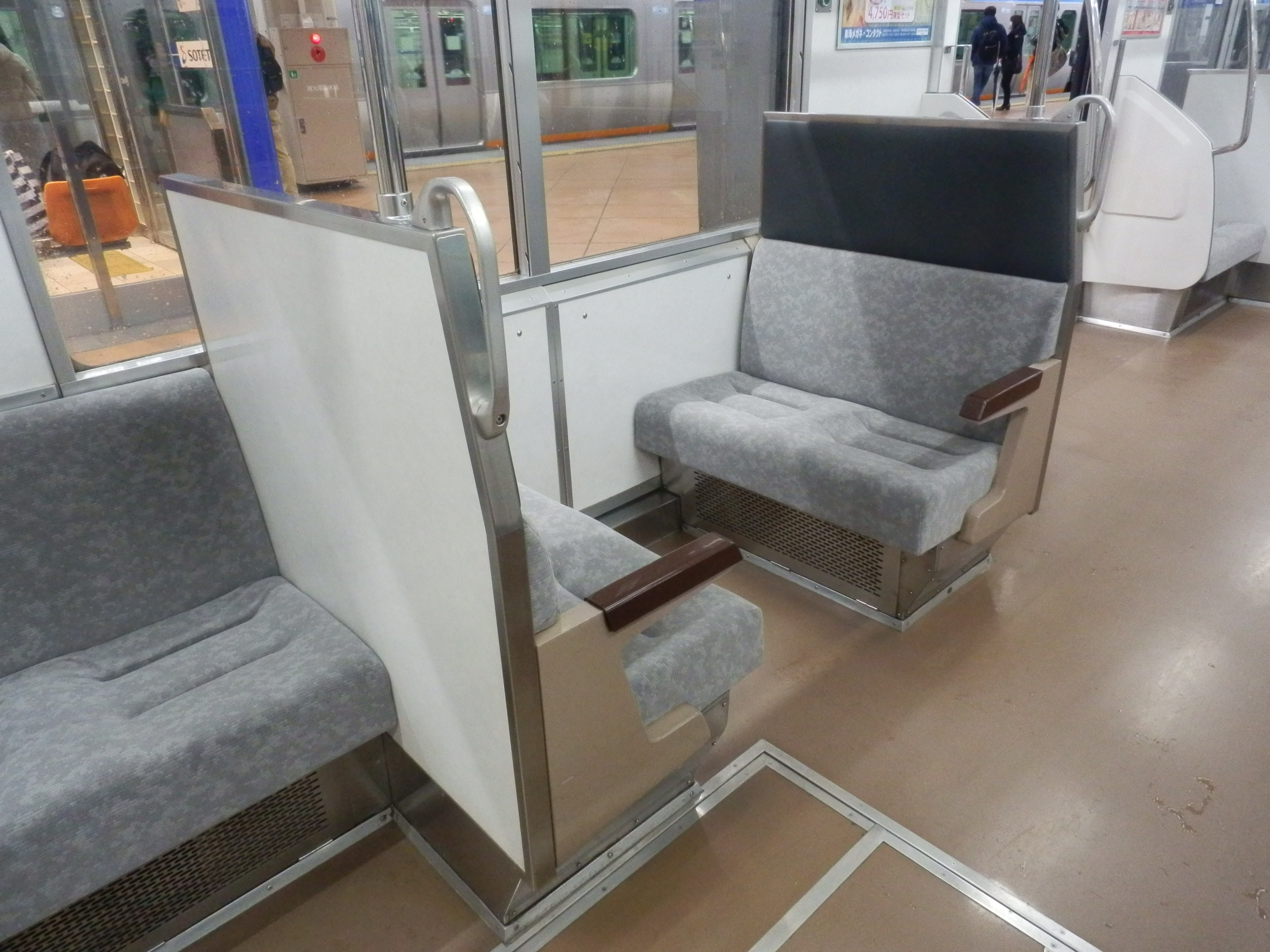
ボックスシート
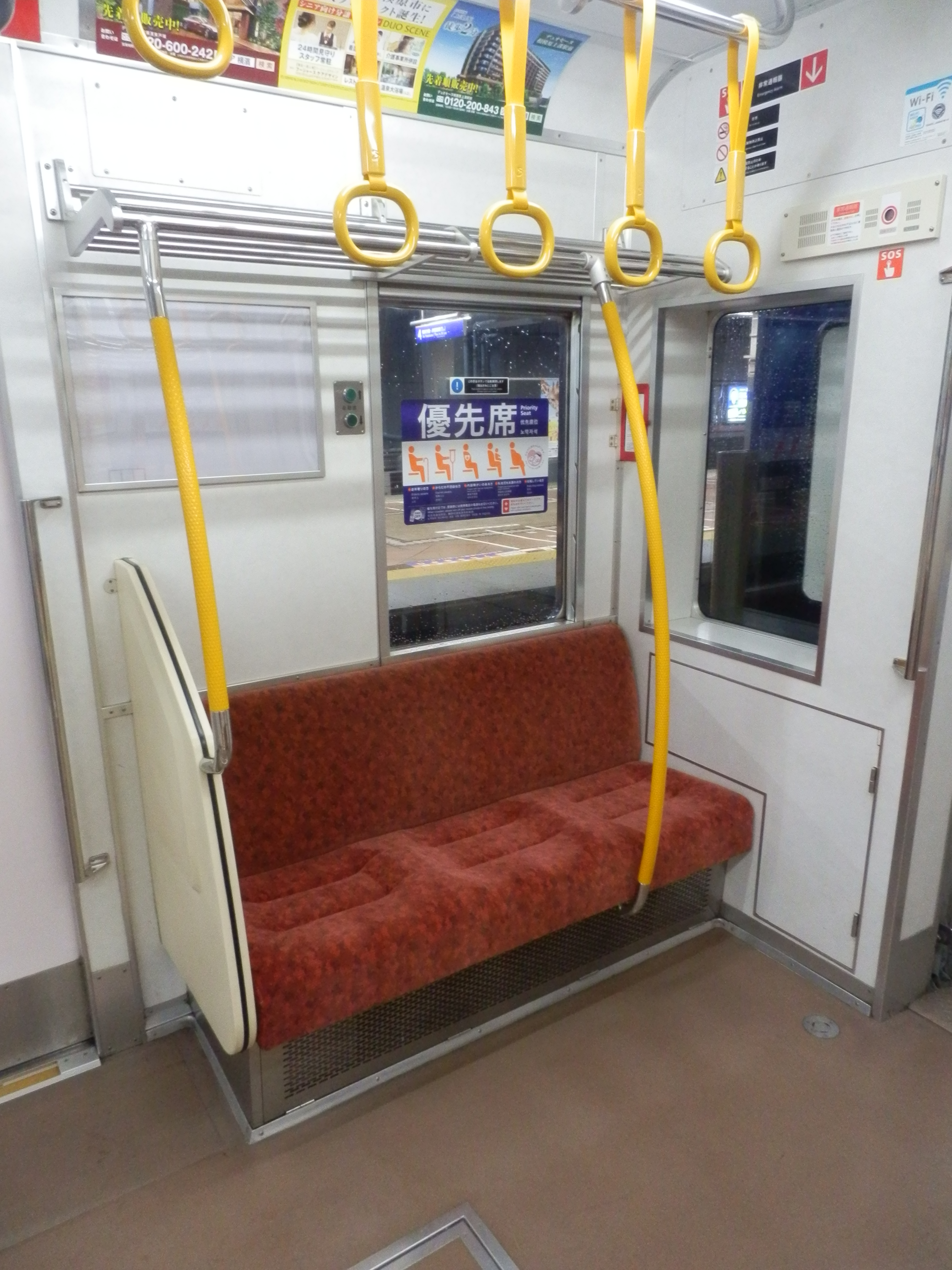
優先席

## 車体装飾・広告貸切列車
車内の広告枠を貸し切る広告貸切列車は本系列でも運転されている。
- 8712×10 - ギャラリートレイン-2008年

- 8711×10 - 日立広告車-2010年

前述の灯具類変更の完了を控えた2023年には、8713×10の前面に旧塗装をイメージしたラッピングが施され、6月19日より運用に就いた。

## 運用
自社線内用の他系列の10両編成と共通運用で、特急、通勤急行、快速、各停の全ての種別、路線に使用される。また、都合によっては、8両編成の運用や相鉄新横浜線の運用を代走することがある。

## 編成表
8701×10 - 8707×10・8708×10（製造時）
|           | ← 横浜海老名・湘南台 → |                 |                 |              |                  |                 |              |                  |                 |                |
| 号車      | 1                      | 2               | 3               | 4            | 5                | 6               | 7            | 8                | 9               | 10             |
| 形式      | クハ8700 (Tc2)         | ◇ モハ8100 (M1) | ◇ モハ8200 (M2) | サハ8600 (T) | ◇ モハ8100 (Ms1) | ◇ モハ8200 (M2) | サハ8600 (T) | ◇ モハ8100 (Ms1) | ◇ モハ8200 (M2) | クハ8500 (Tc1) |
| 搭載機器  |                        | VVVF            | MG, CP          | ※            | VVVF             | MG, CP          |              | VVVF             | MG, CP          |                |
| 車内設備  | ♿︎                     |                 |                 |              | セミクロス       |                 |              | セミクロス       | 弱冷房車        | ♿︎ 女性専用車  |
| 8701×10   | 8701                   | 8101            | 8201            | 8601         | 8102             | 8202            | 8602         | 8103             | 8203            | 8501           |
| 8702×10   | 8702                   | 8104            | 8204            | 8603         | 8105             | 8205            | 8604         | 8106             | 8206            | 8502           |
| 8703×10   | 8703                   | 8107            | 8207            | 8605         | 8108             | 8208            | 8606         | 8109             | 8209            | 8503           |
| 8704×10   | 8704                   | 8110            | 8210            | 8607         | 8111             | 8211            | 8608         | 8112             | 8212            | 8504           |
| 8705×10   | 8705                   | 8113            | 8213            | 8609         | 8114             | 8214            | 8610         | 8115             | 8215            | 8505           |
| 8706×10   | 8706                   | 8116            | 8216            | 8611         | 8117             | 8217            | 8612         | 8118             | 8218            | 8506           |
| 8707×10   | 8707                   | 8119            | 8219            | 8613         | 8120             | 8220            | 8614         | 8121             | 8221            | 8507           |
| (8708×10) | (8708)                 | (8122)          | (8222)          | (8615)       | (8123)           | (8223)          | (8616)       | (8124)           | (8224)          | (8508)         |

※ 8708×10のみ、4号車（サハ8615）にSIV搭載
8709×10 - 8713×10・8708×10（編成全体SIV化後）
|          | ← 横浜海老名・湘南台 → |                 |                 |              |                  |                 |              |                  |                 |                |
| 号車     | 1                      | 2               | 3               | 4            | 5                | 6               | 7            | 8                | 9               | 10             |
| 形式     | クハ8700 (Tc2)         | ◇ モハ8100 (M1) | ◇ モハ8200 (M2) | サハ8600 (T) | ◇ モハ8100 (Ms1) | ◇ モハ8200 (M2) | サハ8600 (T) | ◇ モハ8100 (Ms1) | ◇ モハ8200 (M2) | クハ8500 (Tc1) |
| 搭載機器 |                        | VVVF            | CP              | SIV          | VVVF             | CP              | SIV          | VVVF             | CP              |                |
| 車内設備 | ♿︎                     |                 |                 |              | セミクロス       |                 |              | セミクロス       | 弱冷房車        | ♿︎ 女性専用車  |
| 8708×10  | 8708                   | 8122            | 8222            | 8615         | 8123             | 8223            | 8616         | 8124             | 8224            | 8508           |
| 8709×10  | 8709                   | 8125            | 8225            | 8617         | 8126             | 8226            | 8618         | 8127             | 8227            | 8509           |
| 8710×10  | 8710                   | 8128            | 8228            | 8619         | 8129             | 8229            | 8620         | 8130             | 8230            | 8510           |
| 8711×10  | 8711                   | 8131            | 8231            | 8621         | 8132             | 8232            | 8622         | 8133             | 8233            | 8511           |
| 8712×10  | 8712                   | 8134            | 8234            | 8623         | 8135             | 8235            | 8624         | 8136             | 8236            | 8512           |
| 8713×10  | 8713                   | 8137            | 8237            | 8625         | 8138             | 8238            | 8626         | 8139             | 8239            | 8513           |

凡例
- VVVF：主制御器 (VVVFインバータ)
- MG：電動発電機
- SIV：静止形インバータ
- CP：電動空気圧縮機
- ◇：集電装置（現在は全てシングルアーム）
- セミクロス：セミクロスシート車
- ：車椅子・ベビーカースペース（8706×10までは当初未設置）

備考
- 灰色（■）網掛：廃車済の編成
- 青色（■）網掛：YOKOHAMA NAVYBLUE塗装リニューアル編成

## 廃車
2004年3月湘南台駅構内で発生したレール削正車との衝突事故により、8707×10が2006年に廃車となった。横浜方の2両は2006年3月31日付で除籍、損傷が少なかった海老名方の8両も同年12月13日付で除籍、全車解体された。代替車として2007年に10000系10両編成1本 (10708×10) が製造された。
その後2020年度から2021年度にかけて残るMG車の全6編成が廃車された。8702×10・8704×10・8703×10・8701×10・8705×10・8706×10の順で両年度3編成ずつ廃車となっている。